# سه تک‌آهنگ اول: ۱۹۶۷
| بررسی انتقادی | بررسی انتقادی |
| منبع          | رتبه‌بندی      |
| ------------- | ------------- |
| آل میوزیک     | link          |

۱۹۶۷: سه تک‌آهنگ اول (به انگلیسی: 1967: The First Three Singles) نام یک آلبوم گردآوری شده و چندآهنگه توسط گروه پینک فلوید است که در سی‌امین سال شکل‌گیری گروه منتشر شد.
در این آلبوم سه تک‌آهنگ ابتدایی که اکثراً توسط رهبر وقت گروه سید برت نوشته شده بود قرار دارد.آلبوم توسط ای‌ام‌آی رکوردز در بریتانیا و کلمبیا رکوردز در آمریکا منتشر شد.آرنولد لاین در ۱۱ مارس ۱۹۶۷ منتشر شد و در مکان ۲۰ام جدول تک‌آهنگ‌ها قرار گرفت.نواختن امیلی را ببین در ژوئن ۱۹۶۷ منتشر شد و توانست در مکان ششم قرار گیرد.
دو تک‌آهنگ نواختن امیلی را ببین و آرنولد لاین در آلبوم گردآوری شده‌ی پژواک‌ها: بهترین‌های پینک فلوید هم قرار گرفتند.

## طرح جلد
در طراحی جلد آلبوم از همان جلدهای اصلی تک‌آهنگ‌ها استفاده شد.

## آهنگ‌ها
| شماره | نام                     | مدت  |
| ----- | ----------------------- | ---- |
| ۱.    | «آرنولد لاین»           | ۲:۵۵ |
| ۲.    | «شکلات و کلوچه کشمشی»   | ۲:۴۶ |
| ۳.    | «نواختن امیلی را ببین»  | ۲:۵۴ |
| ۴.    | «مترسک»                 | ۲:۰۹ |
| ۵.    | «سیب و پرتقال»          | ۳:۰۵ |
| ۶.    | «جعبه نقاشی» (ریک رایت) | ۳:۴۷ |

### دست‌اندرکاران
- سید برت - گیتار و خواننده
- نیک میسن - درام ،ساز کوبه‌ای
- ریچارد رایت - کیبورد و خواننده
- راجر واترز - گیتار بیس و خواننده زمینه